# Joan Coma
Joan Coma Sarasols, né en 1877 et mort en 1959, est le président du FC Barcelone en 1925, puis entre 1931 et 1934. 

## Biographie
Joan Coma prend la présidence du FC Barcelone le 20 décembre 1931 au début d'une des époques les plus difficiles pour le club. Joan Coma avait déjà été président intérimaire en 1925 à la suite du départ forcé de Hans Gamper.
En 1931, la professionnalisation du football entraîne des difficultés économiques (augmentation du salaire des joueurs). Dans le même temps, l'avènement de la Deuxième République espagnole fait baisser l'intérêt pour le football : il y a moins d'abonnés (socios) et moins de spectateurs. Le manque de moyens économiques oblige Joan Coma à laisser partir plusieurs des meilleurs joueurs qui avaient donné à Barcelone son premier Âge d'or dans les années 1920.
La perte de joueurs tels que Riera, Mas, Dos Santos et Gual était impopulaire mais lorsque Josep Samitier fut mis à la porte, selon les dirigeants, en raison de son âge et de son manque de discipline, les supporters s'indignèrent et protestèrent de façon véhémente.
Le légendaire Samitier signe au Real Madrid qui sans surprise remporte le championnat en 1933.
Dans le même temps, la rénovation de l'effectif du Barça n'apporte par les résultats escomptés (Barcelone est éliminé de la Coupe d'Espagne par Séville après avoir perdu 4 à 0 le match retour). Ceci entraîne la démission de plusieurs membres du comité directeur et 800 socios signent une lettre dans la presse demandant le départ de Joan Coma.
Au cours de l'été 1933, les choses ne s'améliorent pas : le club boucle la saison avec un déficit important et l'équipe est battue 6 à 1 par Badalona en match amical.
Joan Coma nomment de nouveaux dirigeants mais la saison 1933-1934 est encore pire que la précédente. Barcelone échoue dans toutes les compétitions et le nombre de socios chute à 8 000. Le stade des Corts est souvent presque vide.
Le 16 juillet 1934, Joan Coma démissionne de la présidence sans avoir remporté de trophée. Son successeur est Esteve Sala.